# 2022年日本グランプリ (4輪)
2022年日本グランプリ（2022 Japanese Grand Prix）は、2022年のF1世界選手権第18戦として、2022年10月9日に鈴鹿サーキットにて2019年以来、3年ぶりに開催。
正式名称は「Formula 1 Honda Japanese Grand Prix 2022」。

## 背景

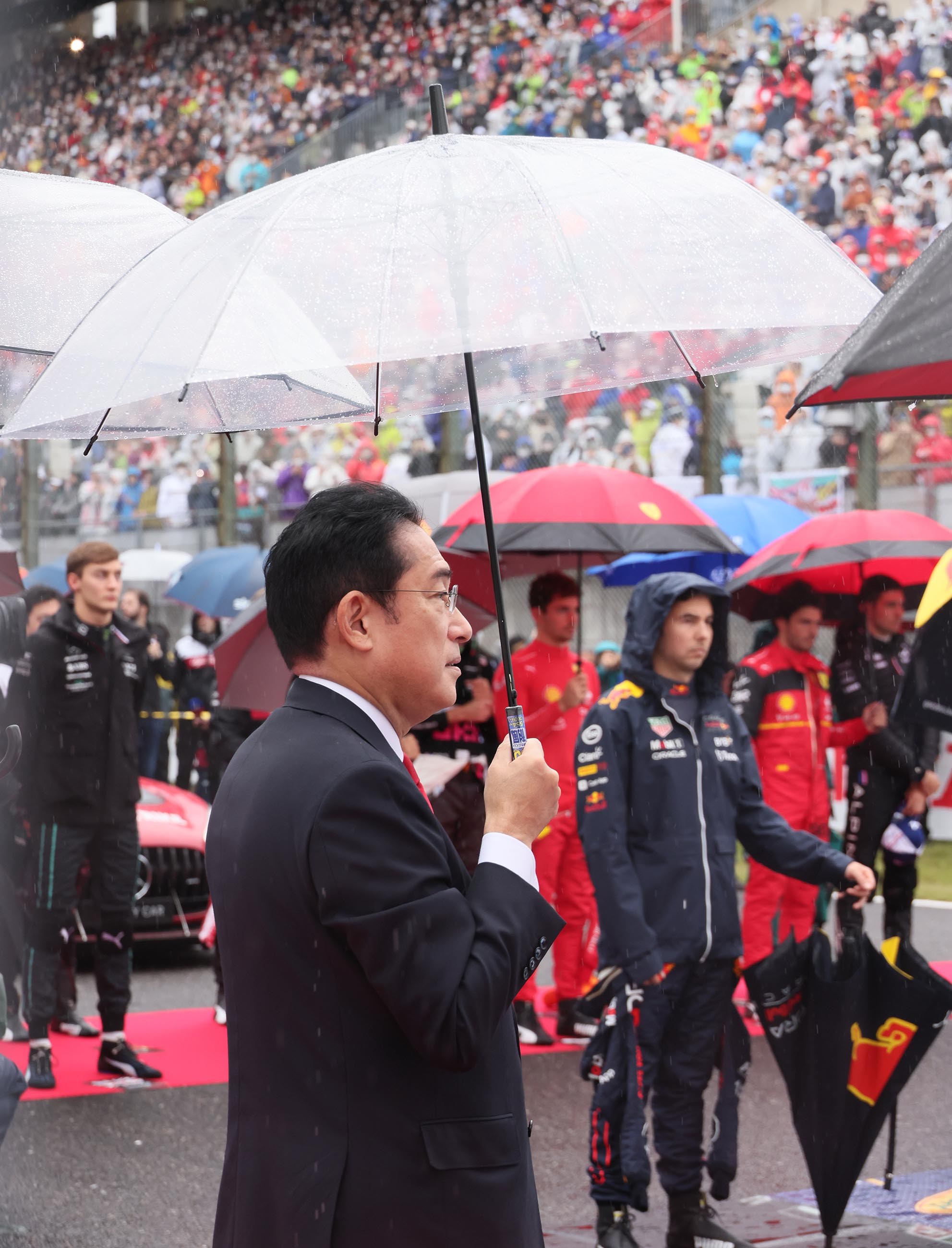
スタートセレモニーでの岸田文雄

タイヤ
本レースでピレリが持ち込むドライ用タイヤのコンパウンドはハード（白）：C1、ミディアム（黄）：C2、ソフト（赤）：C3のハード寄りの組み合わせ。提供されるセット数はハード2、ミディアム3、ソフト8。2023年仕様のプロトタイプのタイヤテストを目的として、FP2のセッションを30分延長したが、FP2はウェットコンディションだったためテストは行われなかった。
| ドライ用   | ドライ用       | ドライ用   | ウェット用           | ウェット用   |
| C1         | C2             | C3         | インターミディエイト | フルウェット |
| ---------- | -------------- | ---------- | -------------------- | ------------ |
| （ハード） | （ミディアム） | （ソフト） | （小雨用）           | （大雨用）   |
スタートセレモニー
- 内閣総理大臣の岸田文雄が出席、日本のレースイベントでの現役首相の出席は初。
- 国歌独唱は歌手・声優の水樹奈々が務めた。

その他
- レッドブルは、当GPのパートナーシップとしてポノスとの締結を発表。車体バージボードに「PONOS」や「The Battle Cats（にゃんこ大戦争の英名）」のロゴが描かれる。
- サポートレースとしてWシリーズを開催予定だったが、「運営上の予期せぬ課題」により開催地がシンガポールに変更された。
- 10月8日 - アルピーヌは、ピエール・ガスリーが2023年からドライバーとして加入することを発表。アルファタウリはアルピーヌヘ移籍したガスリーの後任として、ニック・デ・フリースを2023年から起用すると発表。

チャンピオンシップの行方
- ドライバーズタイトル

前戦シンガポールGP終了時点でランキング4位のカルロス・サインツと同5位のジョージ・ラッセルの両名は、首位のマックス・フェルスタッペンとの差が138ポイント以上となったため、タイトル獲得の可能性が消滅した。
ランキング首位のフェルスタッペンは、同2位のシャルル・ルクレールに104ポイント、同3位のセルジオ・ペレスに106ポイントの差をつけている。フェルスタッペンが優勝かつファステストラップを記録した場合は無条件でタイトル獲得。または日本GP終了時点で2位以下に112ポイント以上の差をつければ2度目のタイトル獲得となる。
| フェルスタッペン | ルクレール        | ペレス            |
| ---------------- | ----------------- | ----------------- |
| 優勝+FL          | -                 | -                 |
| 優勝             | 3位以下           | -                 |
| 2〜6位           | 8ポイント以上の差 | 6ポイント以上の差 |
- コンストラクターズタイトル

当GPの結果次第で2014年から続いたメルセデスの連覇が途絶える。また、レッドブルが次戦アメリカGPでタイトル獲得の可能性がある。

## エントリーリスト
前戦から変更なし。

## フリー走行
FP1
2022年10月7日 12:00 JST(UTC+9)
トップはフェルナンド・アロンソ。朝から雨模様でセッション開始時には弱まったものの、コースの各所で水が溜まっていた。雨用のタイヤのセット数も限られるため、わずかな周回に留まったチームも見られた。セッション終了後にミック・シューマッハがダンロップの先でクラッシュした。
FP2
2022年10月7日 15:00 JST(UTC+9)
トップはジョージ・ラッセル。2位にルイス・ハミルトンが続き、メルセデス勢が1-2とした。FP1でクラッシュしたシューマッハはモノコックに損傷が見られたため、このセッションは欠場した。2023年仕様のタイヤテストは降雨により実施されなかったが、セッションは90分間で行われた。セッションを中断するような出来事はなかったが、ニコラス・ラティフィがシケインのターンインの場所を間違え、西コースのショートカットへ進入する場面が見られた。

FP3
2022年10月8日 12:00 JST(UTC+9)
トップはマックス・フェルスタッペン。この週末で初めてのドライコンディションで行われ、予選もドライと見られていたため、セッション開始と共に全車がコースへと出て行った。

## 予選
2022年10月8日 15:00 JST(UTC+9)（文章の出典）
ポールはマックス・フェルスタッペン、シーズン5度目、通算18回目の獲得。2番手にシャルル・ルクレール、3番手にカルロス・サインツとフェラーリ勢が続いた。
Q1ではブレーキにトラブルを抱えたピエール・ガスリー、ケビン・マグヌッセン、ランス・ストロールとウィリアムズ勢が脱落。Q2ではガスリー同様にブレーキにトラブルを抱えた角田裕毅やアルファロメオ勢、マクラーレンとハースが1台ずつ脱落した。Q3では、1度目のタイム計測でフェルスタッペンが最速タイムを記録。最終のタイム計測で更新とはならなかったが、フェラーリ勢もこれを上回ることは出来なかった。1アタックとなったセバスチャン・ベッテルは、インラップ中に日本語で「ありがとうございます、スズカ」と無線で伝えた。

### 予選結果
| 順位                | No. | ドライバー                 | コンストラクター                        | Q1       | Q2       | Q3       | Grid |
| ------------------- | --- | -------------------------- | --------------------------------------- | -------- | -------- | -------- | ---- |
| 1                   | 1   | マックス・フェルスタッペン | レッドブル-RBPT                         | 1:30.224 | 1:30.346 | 1:29.304 | 1    |
| 2                   | 16  | シャルル・ルクレール       | フェラーリ                              | 1:30.402 | 1:30.486 | 1:29.314 | 2    |
| 3                   | 55  | カルロス・サインツ         | フェラーリ                              | 1:30.336 | 1:30.444 | 1:29.361 | 3    |
| 4                   | 11  | セルジオ・ペレス           | レッドブル-RBPT                         | 1:30.622 | 1:29.925 | 1:29.709 | 4    |
| 5                   | 31  | エステバン・オコン         | アルピーヌ-ルノー                       | 1:30.696 | 1:30.357 | 1:30.165 | 5    |
| 6                   | 44  | ルイス・ハミルトン         | メルセデス                              | 1:30.906 | 1:30.443 | 1:30.261 | 6    |
| 7                   | 14  | フェルナンド・アロンソ     | アルピーヌ-ルノー                       | 1:30.603 | 1:30.343 | 1:30.322 | 7    |
| 8                   | 63  | ジョージ・ラッセル         | メルセデス                              | 1:30.865 | 1:30.465 | 1:30.389 | 8    |
| 9                   | 5   | セバスチャン・ベッテル     | アストンマーティン・アラムコ-メルセデス | 1:31.256 | 1:30.656 | 1:30.554 | 9    |
| 10                  | 4   | ランド・ノリス             | マクラーレン-メルセデス                 | 1:30.881 | 1:30.473 | 1:31.003 | 10   |
| 11                  | 3   | ダニエル・リカルド         | マクラーレン-メルセデス                 | 1:30.880 | 1:30.659 |          | 11   |
| 12                  | 77  | バルテリ・ボッタス         | アルファロメオ-フェラーリ               | 1:31.226 | 1:30.709 |          | 12   |
| 13                  | 22  | 角田裕毅                   | アルファタウリ-RBPT                     | 1:31.130 | 1:30.808 |          | 13   |
| 14                  | 24  | 周冠宇                     | アルファロメオ-フェラーリ               | 1:30.894 | 1:30.953 |          | 14   |
| 15                  | 47  | ミック・シューマッハ       | ハース-フェラーリ                       | 1:31.152 | 1:31.439 |          | 15   |
| 16                  | 23  | アレクサンダー・アルボン   | ウィリアムズ-メルセデス                 | 1:31.311 |          |          | 16   |
| 17                  | 10  | ピエール・ガスリー         | アルファタウリ-RBPT                     | 1:31.322 |          |          | PL2  |
| 18                  | 20  | ケビン・マグヌッセン       | ハース-フェラーリ                       | 1:31.352 |          |          | 17   |
| 19                  | 18  | ランス・ストロール         | アストンマーティン・アラムコ-メルセデス | 1:31.419 |          |          | 18   |
| 20                  | 6   | ニコラス・ラティフィ       | ウィリアムズ-メルセデス                 | 1:31.511 |          |          | 191  |
| 107% time: 1:36.539 |     |                            |                                         |          |          |          |      |
| ソース:             |     |                            |                                         |          |          |          |      |

追記
- ^1 - ラティフィは前戦シンガポールGPで他車とクラッシュする原因を作ったため5グリッド降格[21]。
- ^2 - ガスリーはパルクフェルメ下のマシンに変更を加えたため、ピットレーンからのスタート[22]。

## 決勝
2022年10月9日 14:00 JST(UTC+9)（文章の出典）
優勝はマックス・フェルスタッペンでシーズン12勝目、通算32勝目。2位にセルジオ・ペレス、3位にシャルル・ルクレールとなった。
全車がスタートタイヤにインターミディエイトを選択。ヘアピンの立ち上がりでカルロス・サインツが単独のクラッシュにより、アレクサンダー・アルボンがマシントラブルによりそれぞれリタイアした。その後、天候悪化により赤旗中断となった。なお、この際の事故車両の重機による処理に関し、ピエール・ガスリーが同様の天候だった2014年のレースでのジュール・ビアンキの事故における状況と類似していたとして抗議している（ガスリーはこの赤旗時の速度違反でレース後にペナルティを受けている）。
14時50分にSC先導下でのスタート予定だったが延期となり、16時04分に“16時15分にレース再開”の表示がされた。全車がウェットタイヤを装着し、6周目にレース再開となった。セバスチャン・ベッテルなどがインターミディエイトへ交換、1分39秒台で周回したことから各車もそれに続いた。フェルスタッペンは22周目時点で2位以下に20秒以上の大差をつけ、28周を走りきって初優勝を飾った。ルクレールとペレスによる2位争いは最終周まで続き、ルクレールは最終シケインをショートカットしたものの2位でゴール。しかし、レース後にショートカットしたことに対し5秒のタイムペナルティが課せられたことにより、ペレスが2位、ルクレールが3位となった。この結果により、ドライバーズ選手権において2位以下に112ポイント以上の差をつけたため、フェルスタッペンのドライバーズタイトルの2連覇が決まった。

### レース結果
| 順位    | No. | ドライバー                 | コンストラクター                        | 周回数 | タイム/リタイア原因 | Grid | Pts. |
| ------- | --- | -------------------------- | --------------------------------------- | ------ | ------------------- | ---- | ---- |
| 1       | 1   | マックス・フェルスタッペン | レッドブル-RBPT                         | 28     | 3:01:44.004         | 1    | 25   |
| 2       | 11  | セルジオ・ペレス           | レッドブル-RBPT                         | 28     | +27.066             | 4    | 18   |
| 3       | 16  | シャルル・ルクレール       | フェラーリ                              | 28     | +31.7631            | 2    | 15   |
| 4       | 31  | エステバン・オコン         | アルピーヌ-ルノー                       | 28     | +39.685             | 5    | 12   |
| 5       | 44  | ルイス・ハミルトン         | メルセデス                              | 28     | +40.326             | 6    | 10   |
| 6       | 5   | セバスチャン・ベッテル     | アストンマーティン・アラムコ-メルセデス | 28     | +46.358             | 9    | 8    |
| 7       | 14  | フェルナンド・アロンソ     | アルピーヌ-ルノー                       | 28     | +46.369             | 7    | 6    |
| 8       | 63  | ジョージ・ラッセル         | メルセデス                              | 28     | +47.661             | 8    | 4    |
| 9       | 6   | ニコラス・ラティフィ       | ウィリアムズ-メルセデス                 | 28     | +70.143             | 20   | 2    |
| 10      | 4   | ランド・ノリス             | マクラーレン-メルセデス                 | 28     | +70.782             | 10   | 1    |
| 11      | 3   | ダニエル・リカルド         | マクラーレン-メルセデス                 | 28     | +72.877             | 11   |      |
| 12      | 18  | ランス・ストロール         | アストンマーティン・アラムコ-メルセデス | 28     | +73.904             | 19   |      |
| 13      | 22  | 角田裕毅                   | アルファタウリ-RBPT                     | 28     | +75.599             | 13   |      |
| 14      | 20  | ケビン・マグヌッセン       | ハース-フェラーリ                       | 28     | +86.016             | 18   |      |
| 15      | 77  | バルテリ・ボッタス         | アルファロメオ-フェラーリ               | 28     | +86.496             | 12   |      |
| 16      | 24  | 周冠宇                     | アルファロメオ-フェラーリ               | 28     | +87.043             | 14   | FL   |
| 17      | 47  | ミック・シューマッハ       | ハース-フェラーリ                       | 28     | +92.523             | 15   |      |
| 18      | 10  | ピエール・ガスリー         | アルファタウリ-RBPT                     | 28     | +108.0912           | PL   |      |
| Ret     | 55  | カルロス・サインツ         | フェラーリ                              | 0      | DNF                 | 3    |      |
| Ret     | 23  | アレクサンダー・アルボン   | ウィリアムズ-メルセデス                 | 0      | DNF                 | 16   |      |
| ソース: |     |                            |                                         |        |                     |      |      |

追記
- ^FL - 入賞圏外のためポイントは付与されない。
- ^1 - ルクレールはコーナーカットにより5秒のタイムペナルティ[25]。
- ^2 - ガスリーは赤旗時にスピード違反を行ったため、ドライブスルーペナルティ（レース後の裁定となったため、レースタイムに20秒加算）[26]。

### フェルスタッペンのタイトル獲得について
当GPはレース開始からの「3時間ルール」適用により28周（52.8%）で終えたことから、フェルスタッペンも含むレース関係者やファンなど多くの人々がこのシーズンから導入されたレース距離に応じた新しいポイントシステムにより、優勝のフェルスタッペンが19ポイント、2位のペレスが14ポイント、3位のルクレールが12ポイントをそれぞれ獲得し、タイトル争いが次戦に持ち越されたと考えていた。しかし、新しいポイントシステムの文言は“決勝レースが中断され、再開出来なかった場合”と限定されており、チェッカーが振られレースは終了したことからレース距離に応じたポイントシステムは適用されず、フルポイントが付与された。（ポイントシステムの詳細は2022年のF1世界選手権#途中終了レースのポイントシステムを参照のこと。）

## 第18戦終了時点のランキング
|         | 順位 | ドライバー                 | ポイント | 1位との差 |
| ------- | ---- | -------------------------- | -------- | --------- |
|         | 1    | マックス・フェルスタッペン | 366      |           |
| 1       | 2    | セルジオ・ペレス           | 253      | -113      |
| 1       | 3    | シャルル・ルクレール       | 252      | -114      |
|         | 4    | ジョージ・ラッセル         | 207      | -159      |
|         | 5    | カルロス・サインツ         | 202      | -164      |
| ソース: |      |                            |          |           |

|         | 順位 | コンストラクター        | ポイント | 1位との差 |
| ------- | ---- | ----------------------- | -------- | --------- |
|         | 1    | レッドブル-RBPT         | 619      |           |
|         | 2    | フェラーリ              | 454      | -165      |
|         | 3    | メルセデス              | 387      | -232      |
| 1       | 4    | アルピーヌ-ルノー       | 143      | -476      |
| 1       | 5    | マクラーレン-メルセデス | 130      | -489      |
| ソース: |      |                         |          |           |

- 注：いずれもトップ5まで掲載。

### DHLファステストラップアワード
|         | 順位 | ドライバー                 | 獲得数 |
| ------- | ---- | -------------------------- | ------ |
|         | 1    | マックス・フェルスタッペン | 5      |
|         | 2    | シャルル・ルクレール       | 3      |
|         | 3    | セルジオ・ペレス           | 3      |
|         | 4    | カルロス・サインツ         | 2      |
|         | 5    | ルイス・ハミルトン         | 2      |
| ソース: |      |                            |        |

- 注：いずれもトップ5まで掲載。
- 注：ファストテストラップアワードは同数の場合、カウントバック方式がとられている。